# Coppa Europa di sci alpino 1992
La Coppa Europa di sci alpino 1992 fu la 21ª edizione della manifestazione organizzata dalla Federazione Internazionale Sci.
In campo maschile lo svizzero Marcel Sulliger si aggiudicò sia la classifica generale, sia quella di supergigante; l'austriaco Werner Franz vinse quella di discesa libera, lo svizzero Hans Pieren quella di slalom gigante e lo svedese Thomas Fogdö quella di slalom speciale. Il tedesco Tobias Barnerssoi e l'austriaco Markus Eberle erano i detentori uscenti della Coppa generale.
In campo femminile l'italiana Lara Magoni si aggiudicò la classifica generale; la russa Svetlana Gladyševa vinse quella di discesa libera, l'austriaca Alexandra Meissnitzer quella di supergigante, l'italiana Marcella Biondi quella di slalom gigante e la neozelandese Annelise Coberger quella di slalom speciale. La Meissnitzer era la detentrice uscente della Coppa generale.

## Uomini

### Classifiche

#### Generale
| Pos. | Nome              | Nazione  | Punti |
| ---- | ----------------- | -------- | ----- |
| 1    | Marcel Sulliger   | Svizzera | 203   |
| 2    | Hans Pieren       | Svizzera | 180   |
| 3    | Werner Franz      | Austria  | 129   |
| 4    | Richard Pramotton | Italia   | 101   |
| 5    | Attilio Barcella  | Italia   | 100   |
| 6    | Daniel Caduff     | Svizzera | 98    |
| 7    | Bruno Kernen      | Svizzera | 93    |
| 8    | Richard Kröll     | Austria  | 91    |
| 9    | Martin Knöri      | Svizzera | 90    |
| 10   | Helmut Mayer      | Austria  | 87    |

#### Discesa libera
| Pos. | Nome           | Nazione  | Punti |
| ---- | -------------- | -------- | ----- |
| 1    | Werner Franz   | Austria  | 129   |
| 2    | Daniel Brunner | Svizzera | 83    |
| 3    | Franco Cavegn  | Svizzera | 73    |
| 4    | Thomas Hangl   | Austria  | 61    |
| 5    | Peter Eigler   | Germania | 53    |

#### Supergigante
| Pos. | Nome            | Nazione  | Punti |
| ---- | --------------- | -------- | ----- |
| 1    | Marcel Sulliger | Svizzera | 112   |
| 2    | Daniel Caduff   | Svizzera | 64    |
| 3    | Dietmar Thöni   | Austria  | 62    |
| 4    | Bruno Kernen    | Svizzera | 56    |
| 5    | Richard Kröll   | Austria  | 54    |

#### Slalom gigante
| Pos. | Nome                 | Nazione  | Punti |
| ---- | -------------------- | -------- | ----- |
| 1    | Hans Pieren          | Svizzera | 180   |
| 2    | Matteo Belfrond      | Italia   | 62    |
| 2    | Alberto Senigagliesi | Italia   | 62    |
| 4    | Martin Knöri         | Svizzera | 60    |
| 4    | Helmut Mayer         | Austria  | 60    |

#### Slalom speciale
| Pos. | Nome                 | Nazione  | Punti |
| ---- | -------------------- | -------- | ----- |
| 1    | Thomas Fogdö         | Svezia   | 75    |
| 2    | Heinz Peter Platter  | Italia   | 72    |
| 3    | Thomas Sykora        | Austria  | 71    |
| 4    | Siegfried Voglreiter | Austria  | 67    |
| 5    | Kiminobu Kimura      | Giappone | 60    |

## Donne

### Classifiche

#### Generale
| Pos. | Nome               | Nazione       | Punti |
| ---- | ------------------ | ------------- | ----- |
| 1    | Lara Magoni        | Italia        | 159   |
| 2    | Morena Gallizio    | Italia        | 144   |
| 3    | Annelise Coberger  | Nuova Zelanda | 138   |
| 4    | Marcella Biondi    | Italia        | 120   |
| 5    | Urška Hrovat       | Slovenia      | 112   |
| 6    | Christina Meier    | Germania      | 103   |
| 7    | Corinne Rey-Bellet | Svizzera      | 90    |
| 8    | Astrid Plank       | Italia        | 88    |
| 9    | Manuela Lieb       | Austria       | 81    |
| 10   | Martina Ertl       | Germania      | 79    |

#### Discesa libera
| Pos. | Nome                | Nazione  | Punti |
| ---- | ------------------- | -------- | ----- |
| 1    | Svetlana Gladyševa  | Russia   | 50    |
| 2    | Heidi Zeller-Bähler | Svizzera | 32    |
| 3    | Svetlana Novikova   | Russia   | 30    |
| 4    | Rosi Renoth         | Germania | 22    |
| 5    | Tat'jana Lebedeva   | Russia   | 21    |

#### Supergigante
| Pos. | Nome                  | Nazione  | Punti |
| ---- | --------------------- | -------- | ----- |
| 1    | Alexandra Meissnitzer | Austria  | 39    |
| 2    | Anne Berge            | Norvegia | 29    |
| 2    | Martina Ertl          | Germania | 29    |
| 4    | Alice Biondani        | Italia   | 27    |
| 5    | Christina Meier       | Germania | 26    |

#### Slalom gigante
| Pos. | Nome               | Nazione  | Punti |
| ---- | ------------------ | -------- | ----- |
| 1    | Marcella Biondi    | Italia   | 93    |
| 2    | Astrid Plank       | Italia   | 82    |
| 3    | Christina Meier    | Germania | 77    |
| 4    | Corinne Rey-Bellet | Svizzera | 70    |
| 5    | Morena Gallizio    | Italia   | 58    |

#### Slalom speciale
| Pos. | Nome              | Nazione       | Punti |
| ---- | ----------------- | ------------- | ----- |
| 1    | Annelise Coberger | Nuova Zelanda | 138   |
| 2    | Urška Hrovat      | Slovenia      | 111   |
| 3    | Lara Magoni       | Italia        | 108   |
| 4    | Annick Bonzon     | Svizzera      | 74    |
| 5    | Morena Gallizio   | Italia        | 70    |